# Chip Roy

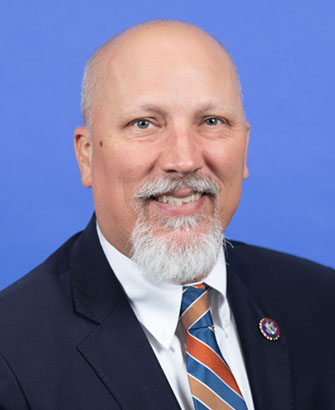
Chip Roy (2023)

Charles Eugene „Chip“ Roy (* 7. August 1972 in Bethesda, Montgomery County, Maryland) ist ein US-amerikanischer Politiker der Republikanischen Partei. Seit Januar 2019 vertritt er den 21. Distrikt des Bundesstaats Texas im US-Repräsentantenhaus. Er ist dort Mitglied der besonders konservativen, extrem rechten Fraktionsgruppe Freedom Caucus.

## Leben
Chip Roy wurde am 7. August 1972 in Bethesda im Bundesstaat Maryland geboren und wuchs in Lovettsville im Bundesstaat Virginia auf. Er besuchte die Loudon Valley High School in Purcellville. 1994 erlangte er den Bachelor of Science und 1995 den Master of Science an der University of Virginia. Im Anschluss arbeitete er drei Jahre als Analyst von Investmentbanken. 2003 erlangte er den Juris Doctor (J.D.) an der University of Texas School of Law.
Roy lernte seine Frau an der University of Texas kennen, sie haben zwei Kinder.

## Politische Karriere
Chip Roy arbeitete für den texanischen Justizminister, John Cornyn. Er unterstützte ihn im Wahlkampf zum Wahl zum Senat der Vereinigten Staaten 2002, war Mitarbeiter des United States Senate Committee on the Judiciary und des United States District Court for the Eastern District of Texas. Später war er Mitglied des Amts für Beziehungen zwischen Staat und Bund des texanischen Gouverneurs Rick Perry. 2010 war er Perrys Ghostwriter für dessen Buch Fed Up!. Der texanische Senator Ted Cruz wählte Roy 2012 als Stabschef aus. Nachdem Ken Paxton zum Justizminister von Texas gewählt worden war, wurde Roy erster stellvertretender Generalstaatsanwalt. 2016 leitete Roy das Trusted Leadership-Political Action Committee, das Ted Cruz bei der Präsidentschaftswahl in den Vereinigten Staaten 2016 unterstützte.
Chip Roy gewann die republikanischen Vorwahlen am 6. März 2018 mit 27 %, den Run-Off am 22. März konnte er mit 52,7 % für sich entscheiden. Er gewann die eigentliche Wahl 2018 für den 21. Distrikt am 6. November gegen Joseph Kopser von der Demokratischen Partei und Lee Santos von der Libertarian Party mit 50,2 %. Bei der Wahl zum Repräsentantenhaus der Vereinigten Staaten 2020 gewann er gegen Wendy Davis von der Demokratischen Partei, Arthur DiBianca von der Libertarian Party und Thomas Wakely von der Green Party mit 52 % der Stimmen.
Die Primary (Vorwahl) seiner Partei für die Wahlen 2022 am 2. August gewann er mit 83,2 % deutlich. Er trat am 8. November 2022 gegen Claudia Zapata von der Demokratischen Partei an und entschied auch diese Wahl mit 62,5 % der Stimmen für sich, sodass er auch im Repräsentantenhaus des 118. Kongresses vertreten war.[veraltet]
Roy ist eines der 20 Mitglieder des US-Repräsentantenhauses, die im Januar 2023 die Wahl von Kevin McCarthy (Republikaner) zum Sprecher des Repräsentantenhauses im ersten Wahlgang blockierten. Er kritisierte aber die Republikaner um Matt Gaetz scharf, die schließlich im Oktober 2023 den Sturz McCarthys herbeiführten.
Bei der Vorwahl zur Wahl 2024 zum 119. Kongress hatten weder Roy bei den Republikanern, noch Kristin Hook bei den Demokraten Gegenkandidaten. Er bezwang sie in der Novemberwahl mit 61,9 %.
Nachdem sich Roy nach der Präsidentschaftswahl 2024 für eine Anhebung der Verschuldungsgrenze für den gewählten Präsidenten zu Stimmen, rief Donald Trump dazu auf ihn in der Vorwahl zur Kongresswahl 2026 herauszufordern. Roy stand auf dem Standpunkt, dass er wiedergewählt worden sei, um die Staatsverschuldung zu vermindern.

### Ausschüsse
Roy ist aktuell Mitglied in folgenden Ausschüssen des Repräsentantenhauses:
- Committee von Rules
  - Legislative and Budget Process
- Committee on the Budget
- Committee on the Judiciary
  - Immigration Integrity, Security, and Enforcement
  - The Constitution and Limited Government

Zuvor war er auch Mitglied im Committee on Oversight and Government Reform und im Committee on Veterans' Affairs.

### Kontroversen
Roy gehörte zu den Mitgliedern des Repräsentantenhauses, die bei der Auszählung der Wahlmännerstimmen bei der Präsidentschaftswahl 2020 für die Anfechtung des Wahlergebnisses stimmten. Präsident Trump hatte wiederholt propagiert, dass es umfangreichen Wahlbetrug gegeben habe, so dass er sich als Sieger der Wahl sah. Für diese Behauptungen wurden keinerlei glaubhafte Beweise eingebracht. Der Supreme Court wies eine entsprechende Klage mit großer Mehrheit ab, wobei sich auch alle drei von Trump nominierten Richter gegen die Klage stellten.
Am 4. März 2022 erklärte Roy in einem Auftritt in der Sendung Tucker Carlson Tonight bei Fox News, die von Anthony Fauci vorgeschlagenen Maßnahmen gegen die Pandemie seien Verbrechen gegen die Menschlichkeit, die mit mehr Energie bekämpft werden sollten als der russische Überfall auf die Ukraine.